# Ладомир (жіночий футбольний клуб)
Ладомир — український жіночий футбольний і футзальний клуб з Володимира. З 2017 року виступає у вищій лізі чемпіонату України серед жінок.

## Історія клубу
Жіночий футбольний клуб «Ладомир» створений на базі жіночої футбольної секції при Володимир-Волинській спеціалізованій школі-інтернаті (натепер Володимир-Волинська спеціалізована школа-інтернат І-ІІІ ступенів «Центр освіти та соціально-педагогічної підтримки»). Виступала в змаганнях першої української жіночої ліги, після успішного виступу на попередньому етапі в чемпіонаті 2017 року вийшла до фінального етапу турніру першої ліги, який відбувся у Винниках. У півфіналі турніру володимирський клуб обіграв «Янтарочку» з Новояворівська, а в фінальному матчі переграли «Маріупольчанку» з Маріуполя. Із сезону 2017—2018 року жіночий футбольний клуб «Ладомир» виступає у вищій жіночій лізі України.

## Футболістки у збірних України
До складу молодіжної збірної України, запрошувались воротар Яна Глух, захисник Марина Шайнюк, та півзахисники Тетяна Бубняк і Вікторія Гірин. У 2020 році Вікторія Гірин дебютувала у складі жіночої національної збірної України.

## Досягнення
- Кубок України з футзалу
  -  Володар (1): 2018/19
- Перша ліга з футболу:
  -  Золотий призер (1): 2016/2017